# Camaroptère cannelle
Euryptila subcinnamomea
Genre
Espèce
Statut de conservation UICN

 LC  : Préoccupation mineure
Le Camaroptère cannelle (Euryptila subcinnamomea) est une espèce de passereaux de la famille des Cisticolidae.

## Répartition
Son aire s'étend à travers les zones semi-arides du sud de la Namibie et l'ouest de l'Afrique du Sud.